# Dipoena pristea
Espèce
Statut de conservation UICN

 EN B1ab(iii)+2ab(iii) : En danger
Dipoena pristea est une espèce d'araignées aranéomorphes de la famille des Theridiidae.

## Distribution
Cette espèce est endémique d'Aldabra aux Seychelles.

## Publication originale
- Roberts, 1983 : Spiders of the families Theridiidae, Tetragnathidae and Araneidae (Arachnida: Araneae) from Aldabra atoll. Zoological Journal of the Linnean Society, vol. 77, no 3, p. 217-291.